# Ehstländische Literärische Gesellschaft
Die Ehstländische Literärische Gesellschaft (estnisch Eestimaa Kirjanduse Ühing) wurde 1842 in Reval von Deutschbalten als Gelehrtengesellschaft zur Erforschung der estnischen und livländischen Geschichte gegründet. Die Gesellschaft hielt ihre Tätigkeit bis 1940 aufrecht. Sitz der Gesellschaft war der Domberg, der Sitz der heutigen Estnischen Akademie der Wissenschaften.
Ab dem Jahre 1844 veröffentlichte die Gesellschaft in dem von Friedrich Georg von Bunge herausgegebenen „Archiv für die Geschichte Liv-, Ehst- und Kurlands“, welches ab dem dritten Band mit dem Vermerk „Mit Unterstützung der Ehstländ. Lit. Gesellschaft“ erschien.
Im Jahre 1859 gründete die Gesellschaft ihr eigenes Organ, die „Mittheilungen der Ehstländischen Literärischen Gesellschaft“, zur Veröffentlichung der eigenen Vorträge. Allerdings erschien unter diesem Titel nur jeweils ein Heft in den Jahren 1860 und 1861.
Ab 1867 gab die Gesellschaft die „Beiträge zur Kunde Ehst-, Liv- und Kurlands“ heraus, wovon insgesamt 7 Bände und Heft 1 des Bandes 8 erschienen sind. Nach einer Unterbrechung von 1915 bis 1923 erschienen dann ab 1923 die „Beiträge zur Kunde Estlands“.
Im Jahr 1896 wurde die Sektion zur Erhaltung einheimischer Altertümer gegründet. Damit wurde die Gesellschaft dem gestiegenen geschichtlichen Interesse eines breiteren Publikums gerecht.
Hauptaugenmerk lag auf der Dokumentation und Erhaltung einheimischer Denkmäler sowie die Durchführung von archäologischen Ausgrabungen.
Ab Anfang des 20. Jahrhunderts zeichnete sich eine engere Zusammenarbeit mit den deutschbaltischen Historikern der anderen Ostseeprovinzen ab. So wurde der Erste Baltische Historikertag im Jahre 1908 in Riga abgehalten, der Zweite Baltische Historikertag folgte 1912 in Tallinn.